# Сиела
„Сиела“ е компания, утвърдена като едно от водещите издателства, притежател на верига книжарници и интегратор на информационни системи в областта на търговската информация, правото и бизнеса. Тя води началото си от две фирми, които се обединяват.

## История
Сиела (Сиела Софт енд Пъблишинг) започва своята дейност през 1991 г. като компания за бизнес консултации и издател на наръчници и монографии в областта на правото. В годините след това компанията постепенно се ориентира към издаване на правна, документална, а по-късно и художествена литература.
През 2010 г. „Сиела“ придобива „Норма“ , която е една от най-старите софтуерни фирми в България, създадена през 1985 г. и първия създател на правно-информационни системи. Така Сиела Норма АД става националният лидер в областта на правни и справочни информационни системи, които се ползват от всички държавни и административни структури, както и голяма част от фирмите и лицата от частния сектор.

## Справочни системи
Справочните системи стартират от един продукт – „Българското право“, а днес вече има разработени 15 информационни системи, поддържащи както актуални така и архивирани нормативни документи и текстовете на българското законодателство. Справочните системи са в области като административни процедури, европейско законодателство, българското законодателство в превод на английски и руски език, както и продукти, специализирани в отделни области – образование, енергетика, строителство, счетоводство, външнотърговски режим, бази данни по поръчка касаещи определени сегменти от пазарната информация и фирмените досиета. 

## Издателство
„Сиела“ е едно от най-големите издателства в България, с традиции в публикуването на художествена и нехудожествена литература, които се простират вече близо три десетилетия. Основано е като част от „Сиела Норма“ АД – компания с водещи позиции в разработката на софтуерни решения и книгоразпространение.

### Издателската дейност
С богат каталог от над 3000 заглавия в хартиен, електронен и аудио формат, „Сиела“ покрива широк спектър от жанрове и теми. Издателството предлага литература за всяка възрастова група и интереси – от класически произведения и съвременна художествена литература до специализирани издания като пътеводители, кулинарни книги, научнопопулярна и юридическа литература.

### Български автори
„Сиела“ играе ключова роля в популяризирането на българската литература. Чрез публикуването на повече от 20 български автори годишно издателството затвърждава своето място като дом на някои от най-знаковите имена в българската литература: Захари Карабашлиев Алек Попов, Виктор Пасков, Георги Марков, Веселина Седларска, Галин Никифоров, Георги Бърдаров, Димитър Димов,  Емилиян Станев, Захари Стоянов, Илия Троянов, Иво Сиромахов, Мирослав Пенков,  Михаил Вешим, Момчил Николов, Павел Вежинов, Петър Делчев, Радослав Бимбалов, Теодора Димова и много други 
Освен утвърдени писатели, издателството дава път и на млади, обещаващи творци като Мартин Колев, Милен Хальов, Марин Трошанов, Ирена Първанова, Симона Панова, Симона Стоева, предоставяйки им платформа за развитие и популяризация както в България, така и в чужбина.
Част от авторите на издателството включват и популярни лица от политиката, спорта, социалните мрежи и медиите като Димитър Бербатов, Иван Костов, Владимир Николов, Георги Тошев, проф. Николай Овчаров, Изабел Овчарова, Емил Конрад, Йоана Йокко, Асен Агов, Андре Токев, Кольо Гилъна и др. 

### Международна литература
Чрез „Сиела“ българските читатели се запознават с едни от най-значимите произведения в световната литература. Книгите на автори като Джордж Оруел, Франц Кафка,  Кърт Вонегът, Никос Казандзакис, Силвия Плат, Мери Шели, Хорхе Луис Борхес, Умберто Еко, Рей Бредбъри, Дж. Р. Р. Толкин, Джордж Р. Р. Мартин, Стефани Майър, Елизабет Костова, Джеймс Клавел, Лорънс Стърн, Франц Кафка, Хенри Джеймс, Ерих Мария Ремарк, Дейвид Хърбърт Лорънс, Клайв Стейпълс Луис, Иво Андрич, Греъм Грийн, Робърт Грейвс, Алехо Карпентиер, Джон Фаулз и Джон Ъпдайк, Пени Винченци, Сър Алекс Фъргюсън, Джордж Сорос, Бил Клинтън, Хилари Клинтън, Барак Обама, Джоузеф Кембъл и Бъртранд Ръсел намират нов живот в преводи с високо качество.
Наред с класиката, „Сиела“ активно представя на българския пазар съвременни бестселъри и автори като Фредрик Бакман, Рута Сепетис, Чарли Макеси, Дмитрий Глуховски и Анджей Сапковски.
„Сиела“ вдъхва живот и на българските издания на сензации като Ребека Ярос, Пенелъпи Дъглас, Л. Дж. Шен, Рина Кент, Ел Кенеди, Пенелъпи Уорд, Мерседес Рон, Сара А. Паркър, Х. Д. Карлтън. 

### Нехудожествена литература
Нехудожествената литература заема все по-голямо място в портфолиото на издателството. През последните години „Сиела“ се утвърждава като основен издател на качествени книги в области като:
- История и мемоари: Биографиите на личности като Тери Пратчет, Дейв Грол, Рони Джеймс Дио, Дж. Р. Опенхаймер, Брус Дикинсън, Рони О’Съливан, Том Фелтън, Джон Атанасов, кралица Елизабет II, Хари Стайлс, Queen, Чарли Чаплин и др.
- Психология и личностно развитие: Трудове, които вдъхновяват читателите за личностно израстване и преодоляване на житейските предизвикателства – книгите на Робърт Грийн, Раъйн Холидей, Андерш Хансен, Бари Шуорц, д-р Джули Смит, Стойне Василев и др.
- Научнопопулярни издания: Книги, които популяризират науката и технологиите, като същевременно ги правят достъпни за широката аудитория – Бил Брайсън, Дейвид Игълман, Норман Дейвис, Ричард Докинс, Томас Хертог, Питър Апс, Стийв Брусати, Боб Удуърд, Питър Франкопан, Мат Ридли, проф. Вили Лилков, доц. Александър Стоянов и др.
- Правна и икономическа литература: „Сиела“ е водещо име в издаването на юридически издания, използвани както от професионалисти, така и от студенти.

Издателството обогатява читателския опит с преводни и български заглавия, които разглеждат съвременни теми и поддържат високи стандарти на научна и обществена значимост.

### Мото и мисия
Мотото на издателството „Ние изДаваме повече“ подчертава неговата ангажираност към разнообразието, качеството и достъпността на книгите. „Сиела“ вярва, че книгите са не само източник на знание, но и средство за създаване на емоции, изграждане на мнение и вдъхновение.
Издателство „Сиела“ остава вярно на мисията си да среща читателите с книгите, които ще четат отново и отново.

## Deja Book
Deja Book е импринт на българското издателство „Сиела“, създаден през март 2014 г. Под „Deja Book“ се отпечатва съвременна художествена литература, най-често преводна – англоезична; литературен жанр – фантастика, фентъзи и хорър. „Deja Book“ се създава от Благой Иванов  и Христо Блажев. Стартира със заглавията „Булото“ на Мартин Маринов (2014 г.) и „Дивата природа“ на Белослава Димитрова (2014 г.).

## IT проекти
През 2006 – 2007 г. компанията създава Национален образователен портал в системата на МОН. През 2007 г. Сиела успешно изпълнява проект „Развиване и опериране на главната интеграционна система на електронния сектор“ като част от създаването на електронно правителство в Република България. През 2008 г. система за „Гласово разпознаване на българския език“ е разработена съвместно от Сиела с учените от БАН. 
Сиела Норма е ангажирана с всички големи проекти на Българското електронно правителство, в това число и с Интеграционната система за електронно правителство, порталът на Националния търговски регистър, дигитално въвеждане на Националния търговски регистър, портал и база данни, отнасящи се до решения на българските съдилища, Система за мениджмънт на човешките ресурси, Система за съдиите и др.

## Награди „Сиела“ и „Рицар на книгата“
От 1997 г. „Сиела“ е организатор на единствените по рода си в България награди за принос в научната литература, като носителите са сред научния елит на България. През 2004 г. издателството учредява и наградата Рицар на книгата, която се връчва на журналисти от електронните и печатните медии с най-голям принос при отразяване на издателския бизнес в страната. От 2005 г. наградата се връчва заедно с Асоциация „Българска книга", единствената професионална организация на книгоиздателите и книготърговците в България. Между 1997 и 2002 г. „Сиела“ е организатор на единствените по рода си в България награди за принос в научната литература.
Голямата награда „Автор на Сиела“ за 1998 г. получава проф. Емил Златарев. Специалната награда за авторски принос в сферата на икономиката получава доц. д-р Милети Младенов за книгата си „Пари, банки и кредит“. В областта на правото наградата за авторски принос е присъдена на проф. Огнян Герджиков. Наградата за авторски принос за техническа литература взима доц. Цанчо Цанев. В областта на медицината – проф. Иван Вълков.
Голямата награда „Автор на Сиела“ за 2001 г. получава проф. Светлозар Игов за книгата си „История на българската литература“. Сред останалите призьори за годината са професорите Васил Мръчков, Васил Манов, Иван Крушков и Иван Ламбрев.

## Награди, спечелени от автори на  „Сиела“
Авторите на Сиела са носители на най-престижните български национални награди:
- „Роман на годината“ на Фондация „13 века България“ (Галин Никифоров (2011), Васил Георгиев, Захари Карабашлиев (2018, 2022 и 2024), Момчил Николов (2017), Теодора Димова (2020));
- „Роман на годината“ на фондация Вик (Захари Карабашлиев);
- Награда „Златен лъв“ за „Най-значим издателски проект“ 2023 г. за „Рана“ на Захари Карабашлиев;
- Национална награда „Елиас Канети“ (Галин Никифоров, Алек Попов);
- Национална награда на верига книжарници „Хеликон“ (Алек Попов, Захари Карабашлиев, Калин Терзийски, Емил Андреев, Васил Георгиев);
- „Цветето на Хеликон“ (Алек Попов, Захари Карабашлиев, Теодора Димова, Калин Терзийски);
- Награда „Христо Г. Данов“ (Теодора Димова, Александър Кьосев, Ангел Игов, Захари Карабашлиев);
- Награда  „Фрагонар“ (Теодора Димова);
- Националната награда за принос в детското книгоиздаване „Константин Константинов“ 2022 г. - Милен Хальов в категория „Автор“ и Марин Трошанов - Награда на детското жури;
- Националната награда за принос в детското книгоиздаване „Константин Константинов“ 2023 г. - Награда на детското жури за Иво Сиромахов;
- наградата „Южна пролет“ (Иван Ланджев, Станимир Димитров) и други.

## Награди, спечелени от издателството
Издателство Сиела е носител на:
- най-престижната сръбска награда „Доситей Обрадович“ за популяризиране на сръбската литература,
- награда Бронзов лъв за най-добър издателски проект 2009 и 2013,
- три пъти с „Грамота за издателски проект“ от Асоциация българска книга;
- „Superbrands“ 2007, 2008, 2009, 2010 години;
- годишна награда за обществено-политическа дейност, учредена от Организацията на евреите в България „Шалом“;
- сертификат и златна значка за принос към развитието на българската литература.

## Екип
Изпълнителен директор на „Сиела Норма“ е Веселин Тодоров. Той е бил председател на Асоциацията на българските книгоиздатели, а понастоящем е член на Управителния съвет на БАИТ.
Директор на направление ПИС е Константин Йорданов. Директор на книжарниците е Иван Ласков. Директор на издателство  „Сиела“ е Петя Господинова, а главен редактор: писателят и драматург Захари Карабашлиев.